# عويس التاسع عشر (مسرحية)
عويس التاسع عشر مسرحية سعودية كوميدية من إنتاج عام 1987. المسرحية من بطولة الفنان محمد العلي، خالد سامي، فؤاد بخش، علي إبراهيم، عبد الرحمن الخطيب، عبد الله السدحان، ناصر القصبي. ومن كتابة راشد الشمراني وإخراج عامر الحمود.

## قصة المسرحية
عيسى أو عويس يعمل موظف نظافة أو كما يقال باللهجة المحلية (فراش)، يقرر المدير أن يجعله مديرًا ليوم واحد، وتتابع الأحداث بشكل كوميدي.